# Normannenbrigade
Die Normannenbrigade ist eine Einheit der internationalen Legion, die 2022 von Veteranen aus Kanada, Großbritannien, den Vereinigten Staaten, Dänemark, Norwegen, Deutschland, Australien, Neuseeland, Frankreich, Südafrika und Polen gegründet wurde. Sie ist nicht Teil der offiziellen internationalen Legion der Ukraine. Laut ihren sozialen Medien trat die Einheit im Dezember 2022 den Streitkräften der Ukraine bei und wird als gut ausgebildete Einheit anerkannt.
Der franco-kanadischer Gründer und Kommandeur Jean-François „Hrulf“ Ratelle wurde am 14. März 2023 bei einem Feuergefecht schwer am Hals verletzt. Bezeugungen seiner Kameraden zufolge, beendete Hrulf den Feuerkampf und zog sich selbständig zu einem medizinischen Evakuierungspunkt zurück. Er erlag zehn Stunden später seinen Verletzungen. Hrulf wurde mit allen militärischen Ehren im Kreise seiner ukrainischen Familie und Kameraden in der Ukraine bestattet.
Nach Hrulfs Tod übernahm die Black Maple Company vorübergehend die Führung der Normannenbrigade.

## Name
Der Name der Gruppe spielt auf die Tatsache an, dass viele Quebecer Nachkommen von Siedlern aus der normannischen Region Frankreichs sind. Die Mitglieder sind fast ausschließlich Militärveteranen, die entweder eine Familie in der Ukraine haben oder einfach von der Invasion und Berichten über mutmaßliche russische Kriegsverbrechen entsetzt wurden.